# Montoussé
Montoussé – miejscowość i gmina we Francji, w regionie Oksytania, w departamencie Pireneje Wysokie.
Według danych na rok 1990 gminę zamieszkiwało 247 osób, a gęstość zaludnienia wynosiła 31 osób/km² (wśród 3020 gmin regionu Midi-Pireneje Montoussé plasuje się na 816. miejscu pod względem liczby ludności, natomiast pod względem powierzchni na miejscu 1247.).